# Меньян, Летиция
Летиция Ирен Меньян (фр. Laëtitia Irène Meignan; 25 июня 1960, Париж) — французская дзюдоистка полутяжёлой весовой категории, выступала за сборную Франции на всём протяжении 1980-х и в начале 1990-х годов. Бронзовая призёрка летних Олимпийских игр в Барселоне, обладательница бронзовых медалей чемпионатов мира, трёхкратная чемпионка Европы, победительница многих турниров национального и международного значения.

## Биография
Летиция Меньян родилась 25 июня 1960 года в Париже. Проходила подготовку в столичном спортивном клубе USOJA.
Впервые заявила о себе в сезоне 1980 года, когда в полутяжёлом весе стала второй в зачёте французского национального первенства и выиграла международный турнир в Страсбурге. С этого момента неизменно состояла в основном составе сборной Франции по дзюдо и выступала на различных первенствах мирового уровня. В 1986 году выиграла бронзовые медали на чемпионате мира в Маастрихте и на чемпионате Европы в Лондоне. Год спустя на домашнем европейском первенстве в Париже получила бронзу в абсолютной весовой категории. Ещё через год на аналогичных соревнованиях в Памплоне стала бронзовой призёркой в программе полутяжёлого веса.
В 1990 году Меньян побывала на чемпионате Европы в немецком Франкфурте-на-Майне, откуда привезла ещё одну бронзовую награду, выигранную в полутяжёлой весовой категории. В следующем сезоне заняла третье место на мировом первенстве в Барселоне и одержала победу на европейском первенстве в Праге. В 1992 году на домашнем чемпионате Европы в Париже защитила свой чемпионский титул и благодаря череде удачных выступлений удостоилась права защищать честь страны на летних Олимпийских играх в Барселоне, где женское дзюдо впервые было включено в олимпийскую программу в качестве полноценной дисциплины. Единственное поражение потерпела здесь от представительницы Нидерландов Ирене де Кок и завоевала в итоге бронзовую олимпийскую медаль.
После барселонской Олимпиады Летиция Меньян ещё в течение некоторого времени оставалась в основном составе дзюдоистской команды Франции и продолжала принимать участие в крупнейших международных турнирах. Так, в 1993 году она добавила в послужной список золотую медаль, выигранную в полутяжёлом весе на чемпионате Европы в Афинах. Также в этом сезоне выступила на чемпионате мира в канадском Гамильтоне, но попасть в число призёров не смогла, заняла в итоговом протоколе лишь пятую позицию. Вскоре по окончании этих соревнований приняла решение завершить карьеру профессиональной спортсменки, уступив место в сборной молодым французским дзюдоисткам. 